# DVB
DVB o radiodifusió digital de televisió és una sèrie d'estandards europeus de transmissió digital, segons l'abreviació de l'anglès Digital Video Broadcasting.
L'estandard és administrat pel consorci DVB Project, que reuneix les empreses tecnològiques i els principals mitjans de comunicació per desenvolupar especificacions tècniques obertes per a la transmissió de continguts digitals. El consorci té la seu a l'edifici de la Unió Europea de Radiodifusió (EBU) a Ginebra.
Les normes són editades per la comissió tècnica comuna (Joint Technical Committee, JTC) que reuneix l'Institut Europeu de Normes de Telecomunicacions (ETSI), la Unió Europea de Radiodifusió i el Comité Européen de Normalisation Électrotechnique (Cenelec).

## Història del projecte DVB
Es va crear l'any 1993 fruit de l'aliança entre diverses empreses privades europees que buscaven normalitzar els treballs que s'havien fet en la televisió digital després del fracàs del model europeu per l'alta definició, el EU95 (Eureka95). Així van crear nous estàndards en un sector com el de la radiodifusió digital el qual fins llavors era poc pràctic i costos.
D'aquesta manera es va començar un procés en el qual ràpidament s'hi varen afegir companyies de tot el món per acabar creant i desenvolupant conjuntament els diferents estàndards DVB. El primer sistema acordat va ésser el DVB-S (transmissió via satèl·lit) l'any 1994, que va ser utilitzat per un operador francès poc després. El mateix any va aparèixer el DVB-C (transmissió per cable), mentre que el sistema DVB-T (transmissió terrestre) va sortir posteriorment l'any 1997. Les primeres difusions en terrestre van ser el 1998 a Suècia i el Regne Unit.
Els estàndards oberts del DVB es van convertir en un referent en ser utilitzats per gairebé tothom relacionat amb el sector.

## Funcionament de l'organització
El consorci DVB Project es divideix en quatre mòduls. El comercial i el tècnic són els dos principals a l'hora de desenvolupar els estàndards. Mentre que el mòdul dels drets de propietat intel·lectual i el de promocions i comunicacions són administrats per la filial DVB Services, creada el 2003.
A l'hora de la creació d'estàndards el projecte DVB es divideix en dues parts. Per un costat hi ha el mòdul comercial que decideix les característiques òptimes que ha de tenir un producte per tal que aquest tingui èxit en el mercat. Per l'altre hi ha el mòdul tècnic, que s'encarrega de crear les especificacions tècniques per tal d'assolir les característiques plantejades anteriorment en el bloc comercial.

## Estàndards DVB
DVB especifica diferents estàndards segons el medi utilitzat i defineix tant la capa física com la d'enllaç de dades del sistema de distribució.

### DVB-S
DVB-S i el successor DVB-S2 és la norma per a transmissió via satèl·lit. Es basa en modulació QPSK, perquè és molt robusta en canals amb soroll o llargues distàncies. És l'estàndard principal en les transmissions via satèl·lit per a usos de televisió digital.
Disposa de molta cobertura en la recepció, amb gran amplada de banda de canal d'uns 27-36 MHz. No obstant no permet interactivitat amb l'usuari. La nova versió DVB-S2 actualitzada el 2005, permet modulacions QPSK, 8PSK, 16APSK o 32APSK segons decideixi l'emisor.

### DVB-C
DVB-C és el sistema de transmissió per cable. Utilitza modulació QAM (64-QAM / 256-QAM), perquè té molta més eficiència espectral que la modulació QPSK. Resulta necessari utilitzar detecció d'errors doncs és molt sensible al soroll. La nova versió DVB-C2 va ser aprovada el 2009 i permet modulacions fins a 4096-QAM.
Disposa de poca cobertura amb amplada de banda de canal de 6-8 MHz. Permet interactivitat, amb programació de continguts individual.

### DVB-T
DVB-T és el senyal DVB quan es distribueix per antenes terrestres. Utilitza la modulació QAM (16QAM / 64-QAM) o QPSK, combinada amb COFDM (Coded Orthogonal Frequency Division Multiplexing en anglès). Té una eficiència espectral variable que es mostra molt robusta als camins múltiples dels diferents canals disponibles en el canal. Això permet un millor aprofitament de l'espectre utilitzat i de la cobertura sempre que els diferents transmissors estiguin sincronitzats.
Disposa de bona cobertura amb poc amplada de banda de canal disponible. Permet interactivitat reduïda amb l'usuari. La nova versió DVB-T2 aprovada el 2008 augmenta la capacitat de transmissió mitjançant més modulacions (fins a 256QAM) i permet major flexibilitat mitjançant l'ús de PLPs (Physical Layer Pipes).

### DVB-H
El DVB-H és la norma per a la transmissió terrestre per a dispositius portàtils(handheld en anglès. En gran part està basat en el DVB-T. És el més nou dels quatre i afegeix característiques importants per considerar la vida limitada de la bateria dels dispositius receptors mòbils GSM / UMTS. Comercialment el DVB-H fou un fracàs i ha quedat parcialment reemplaçat pel DVB-T2 i la seva versió mòbil DVB-T2 lite.

### Altres estàndards
- DVB-DSNG
- DVB-MC
- DVB-MS
- DVB-MT
- DVB-P
- DVB-SFN
- DVB-SMATV

### Accés condicional
Tot i no especificar-se completament, hi ha un parell d'eines per assegurar que els serveis enviats són visualitzats correctament per aquells receptors autoritzats. Això és molt útil per a sistemes de pagament tipus Pay Per View (PPV) o Video on Demand (VoD).
- DVB Common Scrambling Algorithm (DVB-CSA). Especifica el principal tipus d'accés a les dades en els sistemes de radiodifusió digitals mitjançant una paraula clau.
- DVB Simulcrypt (DVB-SIM). Permet a diferents receptors rebre i desxifrar els mateixos paquets d'àudio i vídeo.
- DVB Common interface (DVB-CI). Defineix la utilització de targetes tipus PCMCIA, SmartCard… per tenir accés a les dades.

### Interactivitat
Els serveis interactius van ser en un inici la pedra angular del desenvolupament de la televisió digital. Actualment el DVB ha dividit en diferents protocols aquests serveis. Un exemple és el canal de retorn necessari per a la interactivitat.
- Canal de retorn per DVB Terrestre (DVB-RCT). Defineix el canal de retorn interactiu per a sistemes de TV digital terrestre.
- Canal de retorn per DVB Cable (DVB-RCC). Defineix el canal de retorn interactiu per a sistemes de TV digital per cable.
- Canal de retorn per DVB GSM (DVB-RCG). Defineix el canal de retorn interactiu per a sistemes de TV digital aplicat a sistemes portàtils tipus GSM.
- Canal de retorn per DVB en Xarxes (DVB-RCP). Defineix el canal de retorn interactiu per a sistemes de TV digital per a xarxes PSTN i ISDN.
- Canal de retorn per DVB via Satèl·lit (DVB-RCS). Defineix el canal de retorn interactiu per a sistemes de TV digital via satèl·lit.

Altres estàndards relacionats són:
- DVB-NIP
- DVB-RCD
- DVB-RCL
- DVB-RCCS

### DVB-MHP
L'estàndard obert MHP basat en applets en Java, permet implementar i executar lliurement les diferents aplicacions interactives de la televisió digital actual.
Defineix doncs unes API's (Application Programming Interface en anglès) de manera genèrica per a totes les aplicacions middleware i receptors MHP, per tal de crear un mercat horitzontal millor per a l'usuari i per la competitivitat de les empreses del sector.

### Protocol per a Internet
A mesura que augmenta l'amplada de banda en les connexions a internet a la llar, es fa factible enviar àudio/vídeo a través de la xarxa. L'estàndard DVB-IPI defineix com realitzar aquesta transmissió.
Vegeu també: IPTV

### Multiplexat de dades
MPEG-2 és el sistema de compressió utilitzat per als paquets de dades en el DVB. No obstant com aquest no assegura una correcta difusió, hi ha diversos estàndards que defineixen completament el multiplexat de les dades transmeses.
- DVB multiplexat de vídeo MPEG (DVB-MPEG). Defineix el multiplexat del vídeo transmès que és MPEG-2.
- DVB multiplexat d'informació de serveis (DVB-SI). Defineix la construcció de les taules amb informació sobre els diferents serveis i programes disponibles per l'usuari. Els grups bàsics són la informació de la xarxa de transport dels canals (NIT), els noms i paràmetres dels serveis (SDT), la descripció dels events (EIT) i la data i hora del receptor (TDT). Mitjançant aquesta especificació es defineix el EPG (Electronic Program Guide en anglès).
- DVB multiplexat del teletext (DVB-TXT). Especifica la utilització del teletext en la TV digital.
- DVB multiplexat de subtitols (DVB-SUB). Defineix com utilitzar els subtítols en la TV digital.
- DVB multiplexat de dades durant l'interval d'esborrat vertical (DVB-VBI). Defineix quines operacions es poden realitzar durant el VBI (vertical blanking interval en anglès).

Altres estàndards relacionats són:
- DVB-DATA

### Àudio
El DVB és un sistema basat en MPEG-2, per tant l'àudio sense tenir un estàndard DVB propi segueix la norma específica d'aquest utilitzant MPEG-1 (Layer 2).

### DVD-CPCM protecció de continguts
Les especificacions DVB-CPCM (Content Protection & Copy Management en anglès) defineixen els sistemes de protecció dels continguts com també l'administració de les còpies en les transmissions de televisió digital. Serveix doncs, per a la protecció de tots els tipus de continguts d'àudio, vídeo i dades associades. Les fonts considerades són la difusió terrestre, per cable, via satèl·lit, a més dels serveis d'internet, GSM o UMTS.